# Licaria chinanteca
Licaria chinanteca är en lagerväxtart som beskrevs av Lorea-hern.. Licaria chinanteca ingår i släktet Licaria och familjen lagerväxter. Inga underarter finns listade i Catalogue of Life.